# 天堂夢
《天堂夢》（英語：Dream of Paradise）是香港亞洲電視製作的時裝電視劇，全劇共20集，監製龍紹基。

## 演員表
- 莊靜而 飾 阮芸
- 吳元俊 飾 程匡
- 馬寶顓 飾 郭曉晨
- 張　煒 飾 金洛文
- 陳曉瑩 飾 金洛喬
- 王　偉 飾 唐金陵
- 吳　剛 飾 倪向東
- 劉雲峰 飾 黎志明
- 李影彤 飾 馬婉儀
- 凌文海 飾 鄭永元
- 江　圖 飾 金世昌
- 丁　櫻 飾 沈國君
- 關偉倫 飾 阮健強
- 梁漢威 飾 朱興隆
- 李愛蓮 飾 黎粵生
- 張鴻昌 飾 大雞
- 榮　颷 飾 老鼠
- 羅國輝 飾 葉懷剛
- 司馬華龍 飾 倪青楓
- 馮素波 飾 程老太
- 劉宗基 飾